# Alianza Republicana
La Alianza Republicana fue una plataforma política española que agrupó a diversos partidos y agrupaciones de carácter republicano durante la dictadura de Primo de Rivera. Tras la caída de Primo de Rivera impulsó la firma del Pacto de San Sebastián, del cual surgiría el comité revolucionario que tras la Proclamación de la Segunda República Española se convertiría en Gobierno Provisional de la Segunda República Española.

## Historia
Se creó el 11 de febrero de 1926, aniversario de la Primera República Española, y la componían cuatro fuerzas políticas que iban desde el republicanismo histórico a las nuevas formaciones republicanas: 
- el Partido Republicano Radical, de Alejandro Lerroux, fundado en 1908, el cual se había alejado del anticlericalismo y anticatalanismo de sus orígenes y se había convertido en un partido moderado;
- el Partido Republicano Federal, también histórico pero carente prácticamente de militancia;
- El Grupo de Acción Republicana, fundado en 1925 por Manuel Azaña y que incluía a jóvenes profesionales e intelectuales (como José Giral, Luis Jiménez de Asúa o Ramón Pérez de Ayala), provenientes en su mayoría del Ateneo de Madrid;
- y el Partit Republicà Català, fundado en 1917, de Marcelino Domingo y Lluís Companys, que constituía el ala izquierdista del catalanismo político.

Según la historiadora Ángeles Barrio, "la importancia de la Alianza estribaba en que representaba una renovación del republicanismo capaz de lograr, como se demostró a raíz de la proclamación de la Segunda República Española, lo que hasta entonces no le había sido posible: atraer al proyecto político de la República a unas bases sociales principalmente urbanas, de clases medias y medias bajas, así como a amplios sectores de los trabajadores".
El manifiesto que hizo público la Alianza Republicana el mismo día que se creó, el 11 de febrero de 1926, aniversario de la Primera República, en el que se pedía la convocatoria de "unas Cortes Constituyentes elegidas mediante sufragio universal, en las cuales lucharemos por la proclamación del régimen republicano", obtuvo un amplio respaldo de los centros republicanos, unos 450, que decían agrupar a cerca de 100.000 personas. También suscribieron el Manifiesto intelectuales como Vicente Blasco Ibáñez, Miguel de Unamuno, Antonio Machado, Gregorio Marañón, Eduardo Ortega y Gasset o Luis Bello.
En el Manifiesto se abandonó la reivindicación clásica del republicanismo español de convocar las Cortes Constituyentes después de la proclamar la República, y se propugnó en su lugar la lucha por la República dentro de una Monarquía dotada de una nueva Constitución (no una simple reforma de la Constitución de 1876).

El régimen de excepción, fuera de la ley constitutiva del Estado, a que ha sido y viene siendo sometida España, señala a cuantos hombres y a cuantas fuerzas políticas tengan conciencia de su responsabilidad un deber inexcusable, y les exige cumplirlo en toda su plenitud. (...) ¿Qué obra de gobierno consideramos como fundamental y mínima? Primero: El restablecimiento de la legalidad por la convocatoria de unas Cortes Constituyentes... Segundo: Una ordenación federativa del Estado, reconociendo la existencia de diferentes personalidades peninsulares. Tercero: Solución inmediata del problema de Marruecos. Cuarto: Nivelación del presupuesto, transformando totalmente el tipo y la especie de los impuestos, y la aplicación y volumen de los gastos. Quinto: Creación de la cantidad de escuelas indispensables para resolver de una vez y sumariamente el problema de la enseñanza primaria. Sexto: Supresión de censos y foros... Séptimo: Preparación adecuada del Estado para todas aquellas intervenciones y facilidades a la asociación de elementos productores, para todas aquellas iniciativas por cuya colaboración ambas fuerzas, el Estado y la Sociedad, hagan leal y prácticamente posible la realización del programa mínimo de las actuales aspiraciones del proletariado. (...) Nos hemos unido y prometemos solemnemente no separarnos hasta que la obra señalada se cumpla en su totalidad.

La Alianza —cuya Junta Provisional quedó constituida por Manuel Hilario Ayuso Iglesias, Roberto Castrovido, Marcelino Domingo, Alejandro Lerroux y Manuel Azaña— tuvo un papel secundario en el fracasado golpe de Estado de junio de 1926, conocido como la Sanjuanada, pero sí que participó activamente en el intento de golpe de Estado de enero de 1929 encabezado por José Sánchez Guerra. A lo largo de 1929 abandonaron la Alianza los republicanos federales y el Partido Radical de Lerroux sufrió una escisión por su izquierda encabezada por Álvaro de Albornoz, al que se unió Marcelino Domingo, que dio nacimiento al Partido Republicano Radical-Socialista, de ideología obrerista, anticlerical y laicista. Sin embargo, estas defecciones no debilitaron la Alianza que en julio de 1929 decía contar con unos 200.000 afiliados.
Tras la caída de Primo de Rivera, la Alianza catalizó la oposición dinástica. El 14 de mayo de 1930, la Alianza y los radicalsocialistas formaron un Comité conjunto con el propósito de "conseguir la instauración y consolidación de la República en España". A este pacto se fueron uniendo diversos grupos republicanos de carácter regional, como la ORGA de Santiago Casares Quiroga y Antonio Villar Ponte o la Unión Republicana Autonomista de Valencia, dirigida por Sigfrido Blasco-Ibáñez (más tarde se integrarían en el Comité la Derecha Liberal Republicana y los republicanos catalanistas). El 17 de agosto de 1930, Azaña y Lerroux, en representación de la Alianza participaron en la reunión del Pacto de San Sebastián, donde se acordó la creación del denominado Comité de la Conjunción, que pronto se transformaría en Gobierno Provisional de la República. 
Tras la proclamación de la República, la Alianza Republicana se diluyó, si bien en las elecciones a Cortes Constituyentes de junio de 1931, la Conjunción republicano-socialista se presentó en algunas provincias con el rótulo de la Alianza (si bien cada partido de la coalición concurrió con su propio programa). Los debates constitucionales, que reforzaron la alianza entre socialistas, radicalsocialistas y Acción Republicana e hicieron salir de la coalición a los radicales de Lerroux y a los progresistas (la Derecha Liberal Republicana, que había cambiado su nombre en agosto de 1931 por el de Partido Republicano Progresista), significaron el fin formal de la Alianza Republicana.